# Quadro de bicicleta

Partes de um "quadro diamante" (somente o que está na cor amarela).

O quadro é o principal componente de uma bicicleta. É nele que as rodas e os demais componentes são montados. Os modelos de quadro mais comuns para bicicletas estáticas são baseados na bicicleta segura, geometricamente formados por triângulos: um triângulo principal e dois triângulos traseiros emparelhados. Esse é o tipo "quadro diamante".
O triângulo principal tem como lados:
- Tubo superior
- Tubo inferior
- Tubo do canote

Cada triângulo traseiro tem como lados:
- Tubo do canote
- Um dos suportes do canote
- Um dos suportes da corrente

Mesmo em um quadro de linhas retas, o triângulo principal pode não ser exatamente um triângulo; o tubo superior e o tubo inferior podem não se encontrar, terminando cada um no tubo da caixa de direção.
Os dois suportes da corrente, o tubo do canote e o tubo inferior encontram-se no tubo do movimento central. Este é um tubo horizontal perpendicular ao tubo do canote. No diagrama ao lado, ele está sendo ocultado pelo esboço branco de uma pedaleira (pedivela + coroa).
O garfo pode não ser considerado parte do quadro, mas alguns quadros são vendidos com ele.
Quadros precisam ser fortes, rígidos e leves, o que se consegue pela combinação de diferentes materiais e formas.